# Operettenfilm
Der Operettenfilm ist ein Subgenre des Musikfilms. Als Vorlage dienen heitere Bühnenwerke des Musiktheaters. Darunter versteht man nicht nur Operetten, sondern auch verwandte Formen wie Singspiele, Revueoperetten oder musikalische Lustspiele, die ebenfalls gesprochene Dialoge enthalten.
Bereits der Stummfilm setzte auf die populäre Musik der Vorlagen. Die musikalische Untermalung während der Vorführung besorgte jeweils ein Orchester oder ein Grammophon. Die Einführung des Tonfilms brachte dann den Durchbruch. Während die Anzahl der Filmproduktionen in Amerika und im übrigen Europa nach einem sprunghaften Anstieg rasch wieder abnahm, blieb diese Entwicklung in den deutschsprachigen Ländern aus. Innerhalb von drei Jahrzehnten kam es trotz ändernder politischer Verhältnisse zu zahlreichen Neuverfilmungen. Technische Neuerungen wie Farbe und Breitwand sowie Elemente des Revuefilms und des Schlagerfilms nahmen Einzug. Bedeutende Darsteller des deutsch-österreichischen Operettenfilms waren Hubert Marischka, Johannes Heesters, Willy Fritsch, Lilian Harvey und Marika Rökk.
Eine Besonderheit stellte der österreichische Operettenfilm in der sowjetischen Besatzungszone dar. Im Gegensatz zu den Produktionen der Westzonen konnte in den unter sowjetischer Kontrolle stehenden Ateliers der Wien-Film am Rosenhügel direkt in Farbe und mit praktisch unbeschränkten Mitteln gearbeitet werden. Zunächst entstand Eine Nacht in Venedig (1953). Diese Epoche endete jedoch bereits mit Gasparone (1956), der erst nach Abschluss des Staatsvertrages in die Kinos kam. Die Tradition aufwändiger Verfilmungen mit eingearbeiteter Kritik am westlichen Gesellschaftsmodell nahm die DEFA bereits mit Rauschende Melodien (1955) auf. Technische Neuerungen stießen stets auf offene Ohren. In Mazurka der Liebe (1957) kam erstmals das französische Breitwandverfahren Totalvision zum Einsatz. Das gleiche Verfahren wurde auch in Die schöne Lurette (1960) eingesetzt, der zum erfolgreichsten Operettenfilm der DDR wurde. Für Orpheus in der Unterwelt (1974) wurde zudem auf teuren 70-mm-Film zurückgegriffen.

## Beispiele für Operettenfilme

### Deutschland
- 1930: Die Drei von der Tankstelle
- 1930: Das Land des Lächelns
- 1930: Liebeswalzer
- 1931: Der Kongreß tanzt
- 1931: Die Faschingsfee
- 1932: Gräfin Mariza
- 1933: Die Blume von Hawaii
- 1936: Der Bettelstudent
- 1937: Gasparone
- 1939: Opernball
- 1942: Wiener Blut
- 1946: Die Fledermaus
- 1950: Hochzeitsnacht im Paradies
- 1951: Die Dubarry
- 1951: Die Csardasfürstin
- 1952: Das Land des Lächelns
- 1952: Im weißen Rößl
- 1953: Die geschiedene Frau
- 1953: Der Vetter aus Dingsda
- 1953: Maske in Blau
- 1953: Der Vogelhändler
- 1954: Der Zarewitsch
- 1954: Der Zigeunerbaron
- 1955: Die Drei von der Tankstelle
- 1956: Opernball
- 1956: Der Bettelstudent
- 1957: Der Graf von Luxemburg
- 1958: Gräfin Mariza
- 1962: Der Vogelhändler
- 1973: Paganini

### Österreich
- 1935: Ball im Savoy
- 1951: Tanz ins Glück
- 1953: Eine Nacht in Venedig
- 1955: Der Kongreß tanzt
- 1960: Im weissen Rössl
- 1961: Saison in Salzburg
- 1962: Die Fledermaus
- 1962: Hochzeitsnacht im Paradies
- 1962: Die lustige Witwe

### DDR
- 1955: Rauschende Melodien
- 1957: Mazurka der Liebe
- 1960: Die schöne Lurette
- 1974: Orpheus in der Unterwelt